# Greta Oechsner
Greta Oechsner (* 9. Juli 1885; † Dezember 1959; geborene Becker) war eine deutsche Stifterin.

## Werdegang
Oechsner war Enkelin des fränkischen Chorkomponisten Valentin Eduard Becker. Im Andenken an ihn stiftete sie zur Förderung der Liedpflege 1951 den Valentin-Becker-Preis für Komponisten. Er wurde zum ersten Mal 1953 und seither alle zwei Jahre (seit 2006 alle drei Jahre) vergeben. Ursprünglich sah sie ihre Heimatstadt Würzburg für die Vergabe des Preises vor. Ihr Neffe Rudolf Schäffer überzeugte sie, dass der Kurort Bad Brückenau dafür besser geeignet sei.
Die Kosten für die Preisverleihung und das begleitende Festkonzert bestritt sie aus eigenen Mitteln sowie mit Hilfe von Spenden, die sie gemeinsam mit ihrem Ehemann, dem Fabrikdirektor Adam Oechsner, beibrachte.

## Ehrungen
- 1957: Verdienstkreuz am Bande der Bundesrepublik Deutschland
Für ihre vorbildliche kulturelle Leistung.